# گورچوو
گورچوو (به بلغاری: Gorchevo) یک منطقهٔ مسکونی در بلغارستان است که در شهرستان پتریچ واقع شده‌است.